# 栃木県道295号今市スポーツセンター線

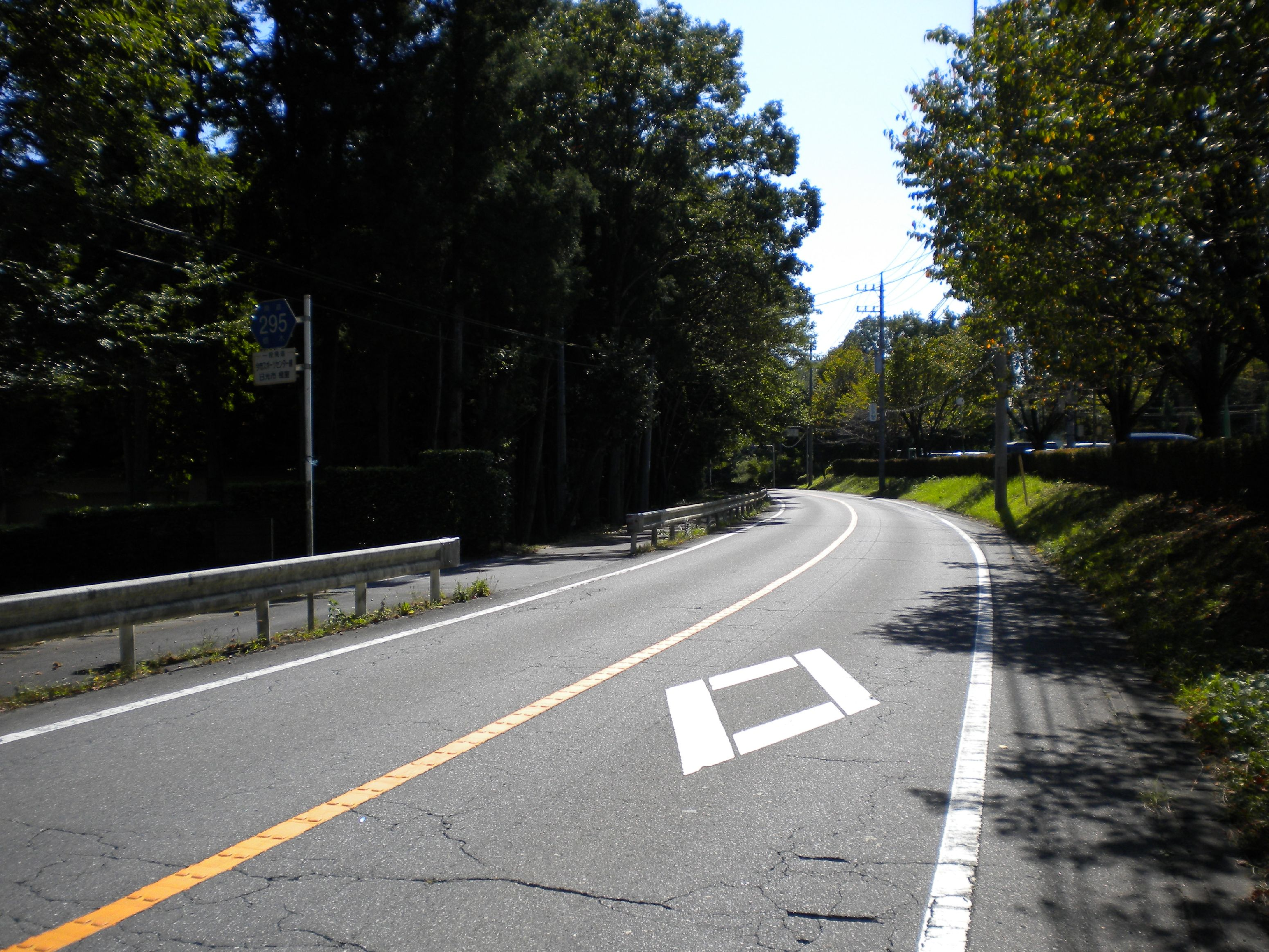
日光市根室付近

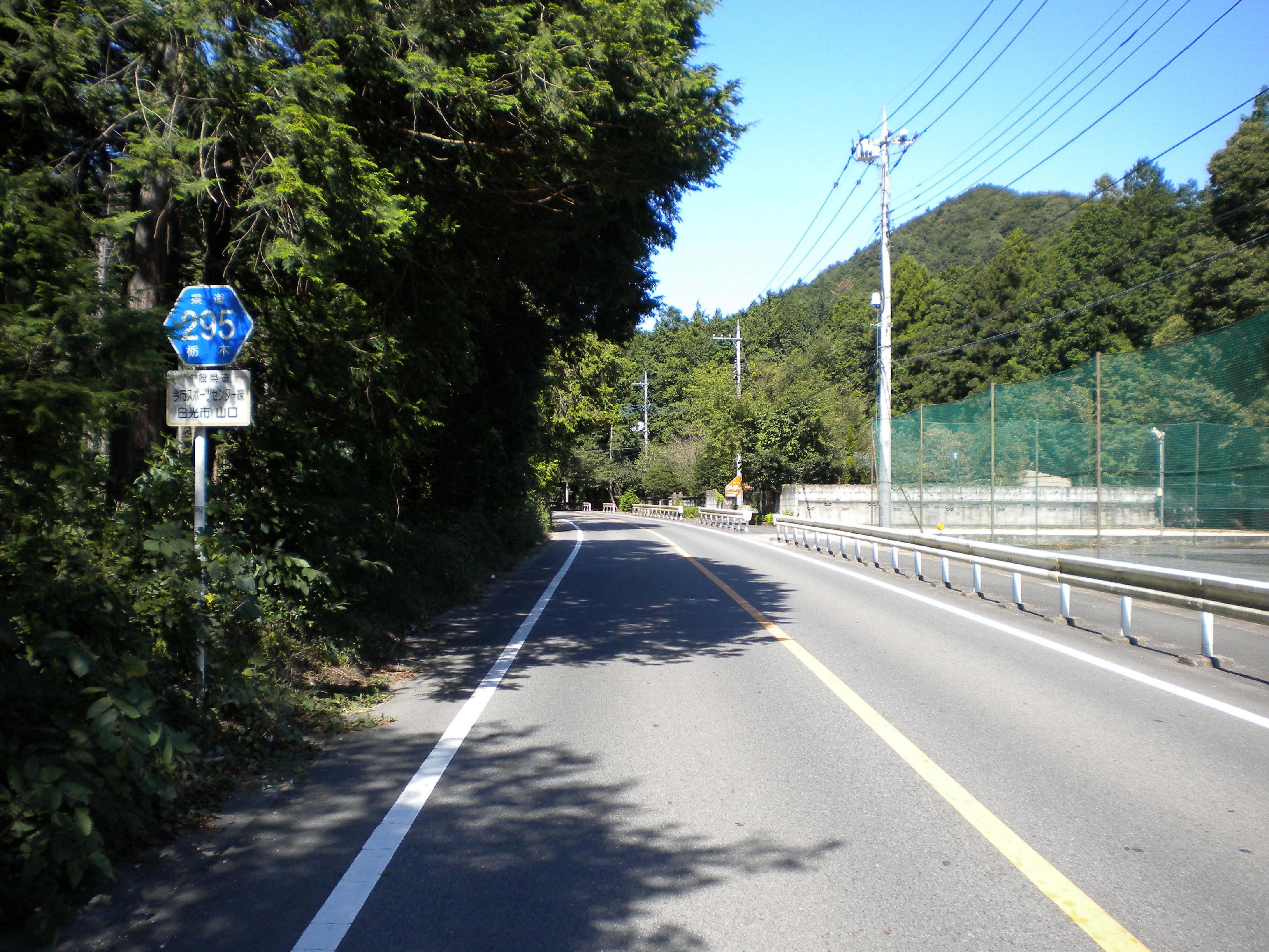
日光市山口付近

栃木県道295号今市スポーツセンター線（とちぎけんどう295ごう いまいちスポーツセンターせん）は、栃木県日光市に位置する一般県道である。

## 概要
日光市南東部、大沢地区（旧大沢村）にて今市青少年スポーツセンターと日光街道を連絡する道路である。沿線は大半が林の中となっている。起点である今市青少年スポーツセンターの北側には丸山（標高326m）が位置しており、そちらへのアクセス道路にもなっている。

## 路線データ
- 総延長：2.500km
- 実延長：2.500km
- 起点：栃木県日光市根室（今市青少年スポーツセンター）
- 終点：栃木県日光市山口（山口交差点＝国道119号交点）
- 認定：1978年（昭和53年）2月3日

## 沿線施設
- 今市青少年スポーツセンター